# Pleodendron costaricense
Pleodendron costaricense N.Zamora, Hammel & Aguilar – gatunek rośliny z rodziny kanellowatych (Canellaceae Cronquist). Występuje endemicznie w południowej Kostaryce. Uważany jest za żywą skamieniałość. 

## Morfologia
PokrójZimozielone drzewo dorastające do 15–35 m wysokości. Kora z zewnątrz ma szaro-białą barwę, jest aromatyczna, lekko spękana i łuszcząca się, natomiast od wewnętrznej strony jest jasnoróżowa. Gałązki mają jasnoszarą barwę, są nagie, z przetchlinkami w pobliżu wierzchołka.
LiścieUmieszczone są na pędach w dwóch szeregach na jego przeciwległych stronach. Mają podłużny kształt. Mierzą 7–15,5 cm długości oraz 3,5–5,5 cm szerokości. Nasada liścia jest od ostrokątnej do rozwartej, czasami także lekko zbiega po ogonku. Blaszka liściowa jest o ostrym lub krótko spiczastym wierzchołku, całobrzega, lecz gdy jest sucha jest lekko podwinięta u nasady. Powierzchnia jest naga po obu stronach. Górna powierzchnia jest błyszcząca, a od spodu główny nerw jest czerwono nabiegły. Ponadto mają 12–13 par nerwów drugorzędnych oraz posiatkowane nerwy trzeciorzędowe widoczne po obu stronach liścia. Pod soczewką widoczne są liczne gruczoły (są wyraźniejsze na górnej powierzchni). Liście są w smaku bardzo pikantne. Ogonek liściowy jest nagi i dorasta do 5–12 mm długości.
KwiatySą pojedyncze lub zebrane po 2–4 w pęczki, rozwijają się w kątach pędów (czasem wzdłuż bezlistnych odcinków gałązek). Osadzone są na szypułkach o długości 2–5 mm. Przysadki często są liczne, spiralnie ułożone, zachodzące na siebie, o okrągłym lub półkulistym kształcie – dolne osiągają około 0,5 mm długości, natomiast wyższe mierzą 1–3 mm długości. Kielich jest potrójnie klapowany, ma kubkowaty lub dzwonkowaty kształt. Korona jest wolnopłatkowa, płatków jest 12, ułożonych w trzech okółkach. Płatki są nagie, mają kształt od owalnego do lancetowatego, o tępym lub zaokrąglonym wierzchołku – 3 zewnętrzne płatki dorastają do 5–7 mm długości oraz 3,5–4,5 mm szerokości, mają jajowaty kształt i są soczyste (mają 1,3–1,5 mm grubości), następne 3 płatki w środkowym okółku osiągają 5–7 mm długości oraz 1,6–2,5 mm szerokości, są lancetowate i soczyste (o grubości 1,0–1,3 mm), natomiast płatków wewnętrznych jest 6, są mniej lub bardziej podobne do siebie, mierzą 3,7–5,3 mm długości oraz 1,5–2 mm szerokości; mają eliptyczny kształt, są mniej lub bardziej błoniaste (mają około 0,5 mm grubości), nie zachodzą na siebie u podstawy, natomiast przy wierzchołku nieregularnie się nakładają, pręcikowie sprawia wrażenie, że płatki są nieco prążkowane. Pręciki są zrośnięte, tworząc kolumnę wokół zalążni. Pylniki osiągają 1,5–2 mm długości i są zewnątrzpylne (mają główki odwrócone na zewnątrz). Łącznik (connectivum) łączący się z nitką pręcika z tyłu główki. Zalążnia mierzy 4,5–4,8 mm długości oraz 2,3 mm szerokości, ma butelkowaty kształt, jest jednokomorowa. Łożysko jest ścienne, z około 6 rzędami sparowanych zalążków. Zalążki są liczne, mają nerkowaty kształt. Znamię jest główkowate, zwykle 6-klapowe.
OwoceJagody o podłużnym, spłaszczonym kształcie, osiągają 25 mm długości i 30 mm szerokości, są gładkie, mają zieloną barwę z nieco sinym odcieniem. Nasiona są liczne, dorastają do 4–5 długości i 4 mm szerokości, mają czarną barwę i kształt od jajowatego do podłużnego lub nieco nerkowatego, z wyraźną, zaokrągloną blizną po sznureczku (funiculus). Bielmo nie jest zużywane przez rozwijający się zarodek.
Gatunki podobneRoślina jest podobna do gatunku P. macranthum, ale różni się od niego znacznie mniejszymi kwiatami – płatki są o około połowę krótsze. Morfologicznie podobna jest także do korzybiela białego (Canella winterana).

## Biologia i ekologia
Rośnie w wiecznie zielonych lasach, na terenach nizinnych. Kwitnące okazy zostały zebrane w lutym i marcu, jednak nie wszystkie kwiaty otwierają w tym samym czasie. Owoce dojrzewają od końca lipca do sierpnia. 
Suche drewno P. costaricense ma wysoką gęstość (0,92 kg/cm³) oraz charakteryzuje się nieznaczną różnicą pomiędzy twardzielą a bielą.